# Steeplechase (Pleasure Beach, Blackpool)
Pour les articles homonymes, voir Steeple chase.
Steeplechase est le seul exemplaire de montagnes russes steeplechase racing restant au monde. Il est installé dans le parc Pleasure Beach, Blackpool, situé à Blackpool, dans le Lancashire, au Royaume-Uni.

## Le circuit
On commence par embarquer sur des petits chevaux suivi de montée, descente, virage pour retourner en gare.

## Statistiques
- Éléments : 6 Lift hills : 2 par circuit.
- Voies : il y a trois voies : une rouge, une verte et une jaune.
- Trains : Les passagers sont placés par deux, l'un derrière l'autre, par wagon.